# Villarrubio
Villarrubio község Spanyolországban, Cuenca tartományban. Villarrubio Tarancón, Tribaldos, Uclés, Saelices, Almendros, Torrubia del Campo, El Acebrón és Fuente de Pedro Naharro községekkel határos. Lakosainak száma 213 fő (2024).

## Népesség
A település népessége az utóbbi években az alábbiak szerint változott:
| Lakosok száma | 243  | 254  | 247  | 249  | 253  | 219  | 202  | 194  | 200  | 213  |
|               | 2001 | 2004 | 2006 | 2009 | 2011 | 2014 | 2016 | 2019 | 2021 | 2024 |